# Urseiu, Dâmbovița
Urseiu este un sat în comuna Vișinești din județul Dâmbovița, Muntenia, România.
La sfârșitul secolului al XIX-lea, Urseiu era reședința comunei Urseiu, formată din satele Puturosu și Urseiu, având 745 de locuitori. Aici funcționau 4 mori de apă, o biserică și o școală. Comuna a fost desființată până în 1925 și inclusă în comuna Vișinești, pentru ca în 1931 să fie reînființată doar cu satul de reședință. Aceasta nu a fost de lungă durată, deoarece în 1968 satul apare din nou ca parte a comunei Vișinești.